# Tonalitás (zene)
Tonalitás azt jelenti, hogy a dallam minden egyes hangja „egy bizonyos hanghoz”, az alaphanghoz tartozik, vele rendkívül szoros kapcsolatban áll. Ez a kapcsolat olyan erős, hogy bárhol jár a dallam egy bizonyos hangja, azt az alaphanghoz tartozónak érezzük.
Egy hasonlattal élve: A tonalitás olyan erő, mint amit a Naprendszerünkben a Nap vonzereje fejt ki a rendszerbe tartozó bolygók irányában.
Az alaphang mindig a dúr- illetve a moll skála kezdő hangja; a tonalitás pedig kizárólag ezekben a hangrendszerekben érvényes.
Egyszerűen kifejezve: tonalitás = alaphangra való törekvés.
A zenedarab hangnemét a kottában általában előjegyzés jelzi.